# 2016 (فلم)
2016 هو فيلم خيال علمي غاني صدر عام 2010 من إخراج المخرج الذي يحملُ اسمًا مستعارًا هو نينجا. تدور أحداث الفيلم في عام 2010 حيثُ يتتبع الغانيين الذين يجب أن ينجووا من مجموعةٍ من الأجانب المعادين الذين غزوا أكرا على أمل استعمار العالم بحلول عام 2016. أصبح الفيلم معروفًا بمقطوره الغريب وتأثيراته المرئية منخفضة الميزانيّة.

## طاقم التمثيل
هذه قائمةٌ بأبرز الممثلين الذين شاركوا في تصوير الفيلم:
- روز منساه في دور واتر دوركاس
- إيبينزير دونكور في دور السيد أُبونغ
- إيمانويل أفريي في دور فرانسيس
- أوسي جوزيف في دور جونسون
- بريسيلا أنابيل في دور كارا
- ربيكا أشياء في دور مامي صرواح

## الإفراج
رُفعَ المقطع الترويجي للفيلمِ أول مرة عام 2011 على منصّة يوتيوب وعلَّقَ حينها موقع هافينغتون بوست بالقولِ إنَّ «إن المقطع الدعائي غريب لكنه رائع» فيما وصف سيرياك لامار من آي أو 9 بأنه الفيلم «بأنه فيلم فضائي، بريداتور وذا ترمنايتور كلها مدمجةٌ في فيلمٍ واحد.» عُرض المقطع الدعائي في حلقةٍ عام 2015 من البرنامج الحواري كونان والذي ظهر فيه الضيف تي جيه ميلر. جديرٌ بالذكرِ هنا أنَّ الفيلم قد قُسِّمَ إلى قسمين كما هو معتادٌ في سوق الفيديو المباشر في غرب إفريقيا.